# Голованов Ярослав Кирилович
Ярослав Кирилович Голованов (рос. Яросла́в Кири́ллович Голова́нов; 2 червня 1932, Москва — 21 травня 2003, Москва) — російський радянський та російський журналіст, есеїст, письменник, відомий як біографічними творами, так і як письменник-фантаст (учасник творчого колективу, відомого під колективним псевдонімом Павло Багряк).

## Біографія
Ярослав Голованов народився у Москві у сім'ї артистів. У 1941 році він разом із сім'єю виїхав у евакуацію в Омськ, звідки повернувся до Москви у 1943 році. Ще під час перебування в евакуації захопився технікою після прочитання роману Олексія Толстого «Аеліта», тому після закінчення середньої школи в 1950 році вступив до МДТУ імені Баумана на факультет ракетної техніки, який закінчив у 1956 році. з 1956 до 1958 року він працював інженером у НДІ-1. З 1958 року Ярослав Голованов працював літературним співробітником відділу науки газети «Комсомольська правда». На цій посаді Голованов багато подорожував, зокрема у кінці 50-х років здійснив морську поїздку до західного узбережжя Африки, результатом якої стала серія нарисів та повістей, пізніше в 70-х роках об'їхав більшість регіонів європейської частини СРСР, після чого також опублікував кілька збірок творів. У 60-х роках Ярослав Голованов став спеціальним кореспондентом «Комсомольської правди» на космодромі Байконур. Після цього космонавтика стала основною темою його творчості. Саме за першу його повість «Ковалі грому», в якій розповідається про життя космонавтів, конструкторів космічних кораблів та випробовувачів космічної техніки, Голованов отримав рекомендацію на вступ до Спілки письменників СРСР від Бориса Полевого і Василя Аксьонова. Серед книжок про космонавтику виділяються також книги «Наш Гагарін», «Архітектура невагомості», «Марсіанин» (описується біографія Фрідріха Цандера). У 1982 році вийшла друком у видавництві «Дитяча література» книга письменника «Шлях на космодром», у якій описується історія розвитку пілотованих польотів від легендарного Ікара до реального польоту Юрія Гагаріна. Найвідомішим твором Голованова є повний опис біографії Сергія Павловича Корольова «Корольов. Факти і міфи», який вийшов друком у 1994 році. У 2000 році Ярослав Голованов опублікував книгу «Правда про програму APOLLO: Битва за Місяць», у якій описуються американські пілотовані польоти на Місяць.
У 60-80-х роках ХХ століття Ярослав Голованов був членом творчого колективу письменників і художника, який публікував науково-фантастичні твори під псевдоніном Павло Багряк. До цього колективу, крім Аграновського, входили Валерій Аграновський, Володимир Губарєв, Віктор Комаров, Дмитро Біленкін і художник Павло Бунін, який ілюстрував книги видані під цим псевдонімом. Цей творчий колектив створив романи «П'ять президентів» (який складається із чотирьох повістей «Хто?», «Перехрестя», «П'ять президентів», «Перевертень»), «Фірма пригод» та «Сині люди». Усі ці твори написані в жанрі науково-фантастичного детектива, та присвячені критиці тогочасного капіталістичного суспільства. Колектив також написав сценарій до фільму «Нові пригоди барона Мюнгаузена», проте він так і не був опублікований. Після смерті в 1987 році Дмитра Біленкіна колектив авторів розпався.
Після успіхів перших книг Ярослава Голованова йому зробили пропозицію самому взяти участь у пілотованому космічному польоті. Він погодився, та успішно пройшов обстеження в Інституті медико-біологічних проблем МОЗ СРСР. У 1965 році Голованов розпочав підготовку до пілотованого польоту в космос як представник радянської журналістики. Проте передчасна смерть Сергія Корольова та затримка із розробкою багатомісного космічного корабля «Союз» надовго відклали плани щодо старту радянського журналіста в космос. Ці розмови відновилися лише у кінці 80-х років ХХ століття, і Голованов удруге пройшов комплекс необхідних обстежень перед стартом у космос, проте цього разу його не допустили до підготовки до польотів, а з комерційних причин радянське космічне агентство вирішило допустити до польоту японського журналіста Тойохіро Акіяму.
У кінці 80-х років — на початку 90-х років ХХ століття Ярослава Голованова неодноразово запрошували до складу журі Вищої ліги КВК.
21 травня 2003 року Ярослав Голованов раптово помер у Москві (згідно частини джерел у Передєлкіно) унаслідок інсульту. Похований Ярослав Голованов на Даниловському цвинтарі у Москві.

## Премії та нагороди
Ярослав Голованов за свою письменницьку і журналістську діяльність нагороджений орденом Дружби народів і орденом «Знак Пошани». Він також удостоєний званням заслуженого працівника культури РРФСР та став лауреатом премії Ленінського комсомолу.

## Особисте життя
Ярослав Голованов був тричі одружений, і від трьох шлюбів мав трьох синів і одну дочку.

## Вибрана бібліографія

### Повісті
- Кузнецы грома (1964)
- Падение «Иезуита». История одного преступления (1965)
- Сувенир из Гибралтара (1967)

### Документальні твори
- Путешествия в страну урана (1963)
- Штурм бездны (1963)
- Этюды об ученых (1970)
- Королев (1973)
- Мы — физики (1976)
- Наш Гагарин (1977)
- Дорога на космодром (1982)
- Марсианин (1985)
- Космонавт № 1 (1986)
- Преодоление одиночества (1986)
- Королев. Факты и мифы (1994)
- Правда о программе APOLLO: Битва за Луну (2000)